# Wspólnota administracyjna Balingen
Wspólnota administracyjna Balingen – wspólnota administracyjna (niem. Vereinbarte Verwaltungsgemeinschaft) w Niemczech, w kraju związkowym Badenia-Wirtembergia, w rejencji Tybinga, w regionie Neckar-Alb, w powiecie Zollernalb. Siedziba wspólnoty znajduje się w mieście Balingen.
Wspólnota administracyjna zrzesza dwa miasta:
- Balingen, miasto, 33 959 mieszkańców, 90,34 km²
- Geislingen, miasto, 5 992 mieszkańców, 31,95 km²